# Проценко Вячеслав Сергійович
Вячеслав Сергійович Проценко (нар. 24 серпня 1972 р., м. Дніпропетровськ) — український науковець, доктор хімічних наук, професор.
Лауреат Державної премії України в галузі науки і техніки.
Професор кафедри фізичної хімії ДВНЗ «Український державний хіміко-технологічний університет».

## Біографія
1994 р. – закінчив з відзнакою Український державний хіміко-технологічний університет за спеціальністю технологія електрохімічних виробництв.
1997 р. – закінчив аспірантуру на кафедрі фізичної хімії, асистент тієї ж кафедри.
1999 р. – захистив дисертацію на здобуття наукового ступеня кандидата хімічних наук за спеціальністю 02.00.05 – електрохімія на тему «Електровідновлення сполук, що містять хром, у присутності мурашиної та амінооцтової кислот».
2003 р. – присвоєно вчене звання доцента.
2001 – 2014 рр. – працював на посаді доцента кафедри фізичної хімії.
2013 р. – одержав науковий ступінь доктора хімічних наук за спеціальністю 02.00.05 – електрохімія (тема дисертації «Стадійні електрохімічні процеси при електроосадженні металів за участю стабільних інтермедіатів»).
З 2014 р. працює на посаді професора, член науково-методичної ради ДВНЗ УДХТУ.
2015 р. – присвоєно вчене звання професора кафедри фізичної хімії.
Вкладає дисципліни: «Фізична хімія», «Фізична та колоїдна хімія», «Поверхневі явища та дисперсні системи (Колоїдна хімія»), «Фізична хімія в екології», є автором (співавтором) навчально-методичних розробок кафедри.

## Наукова діяльність
Загальні наукові інтереси: теоретична і технічна електрохімія, кінетика стадійних електрохімічних процесів, фізична та колоїдна хімія.
Основні напрямки наукових досліджень: електроосадження та визначення характеристик металів, сплавів, композитів, електрокаталітичних та фото-каталітичних покриттів, електроосадження покриттів з використанням глибоких евтектичних розчинників, кінетика та механізм стадійних електрохімічних реакцій за участю інтермедіатів.
Наукові публікації: автор та співавтор понад 260 наукових публікацій, в тому числі у провідних міжнародних журналах з високим імпакт-фактором, 16 монографій, 4 патенти, 1 патентна заявка.
Заступник головного редактора журналу «Питання хімії та хімічної технології».
Член редакційної колегії наукового фахового журналу «Surface Engineering and Applied Electrochemistry».
Рецензент близько 30-ти міжнародних наукових журналів та ряду журналів, включених до Переліку наукових фахових видань України.
З 2021 р. науковий керівник держбюджетної НДР «Фундаментальні засади електрохімічного синтезу електрокаталізаторів з використанням новітнього типу іонних рідин – низькотемпературних евтектичних розчинників» за замовленням МОН України.
З 2020 р. член експертної групи МОН України для проведення оцінювання ефективності діяльності закладів вищої освіти в частині провадження ними наукової (науково-технічної) діяльності за науковим напрямом «Математичні науки та природничі науки» (наказ МОН від 07.09.2020 № 1111).
З 2019 р. член наукової ради МОН (секція Хімія).
З 2017 р. заступник голови спеціалізованої вченої ради Д 08.078.01 із захисту кандидатських та докторських дисертацій при ДВНЗ УДХТУ, член наукової ради НАН України з проблеми «Електрохімія».
2015 –2020 рр. – відповідальний виконавець держбюджетних НДР, науковий консультант та експерт проектів, запитів  для закордонних установ і організацій.
З 2009 р. виконавець держбюджетних НДР та міжнародного науково-дослідного проєкту GL2009-5 «Application of Nano-crystalline Trivalent Cr Electroplating for Industrial Use».

## Наукові праці
- Enhancing corrosion resistance of nickel surface by electropolishing in a deep eutectic solvent [Text] / Protsenko V.S., Butyrina T.E., Bobrova L.S., [et al.].– Materials Letters [Архівовано 2 листопада 2021 у Wayback Machine.]. – 2020. – Vol. 270. – 127719.
- Electropolishing of two kinds of bronze in a deep eutectic solvent (Ethaline) [Text] / Kityk A.A., Danilov F.I., Protsenko V.S. [et al.] – Surface and Coatings Technology [Архівовано 2 листопада 2021 у Wayback Machine.]. – 2020. –V. 397. – 126060.
- Kinetics of Cr(III) ions discharge in solutions based on a deep eutectic solvent (ethaline): Effect of water addition [Text] / Protsenko V., Bobrova L., Kityk A. [et al.] – Journal of Electroanalytical Chemistry [Архівовано 2 листопада 2021 у Wayback Machine.]. – 2020. – Vol. 864. – 114086.
- Electropolishing of aluminium in a deep eutectic solvent [Text] / Kityk A.A., Protsenko V.S., Danilov F.I. [et al.] – Surface and Coatings Technology [Архівовано 2 листопада 2021 у Wayback Machine.].–2019.– V.375, P. 143-149.
- Application of a deep eutectic solvent to prepare nanocrystalline Ni and Ni/TiO2 coatings as electrocatalysts for the hydrogen evolution reaction [Text]/ Protsenko V.S., Bogdanov D.A., Korniy S.A.[et al.] – International Journal of Hydrogen Energy [Архівовано 2 листопада 2021 у Wayback Machine.]. – 2019.– 44(45), Р. 24604-24616.
- Trivalent chromium electrodeposition using a deep eutectic solvent [Text] /Protsenko V., Bobrova L., Danilov F.– Anti-Corrosion Methods and Materials [Архівовано 2 листопада 2021 у Wayback Machine.].– 2018.– 65(5), Р. 499-505.
- Electrodeposition of chromium coatings from a choline chloride based ionic liquid with the addition of water [Text]/ Protsenko V.S., Bobrova L.S., Baskevich A.S., [et al.] – Journal of Chemical Technology and Metallurgy [Архівовано 2 листопада 2021 у Wayback Machine.]. – 2018, 53(5), Р. 906–915.
- Electrodeposition of Nanocrystalline Nickel Coatings from a Deep Eutectic Solvent with Water Addition [Text]/ Danilov F.I., Protsenko V.S., Kityk A. A. [et al.] – Protection of Metals and Physical Chemistry of Surfaces [Архівовано 5 листопада 2021 у Wayback Machine.].– 2017.–53(6), Р. 1131-1138.
- Choline chloride based ionic liquids containing nickel chloride: Physicochemical properties and kinetics of Ni(II) electroreduction [Text]/ Kityk A.A., Protsenko V.S., Danilov F.I. [et al.] – Electrochimica Acta [Архівовано 2 листопада 2021 у Wayback Machine.].– 2017.–245, Р. 133-145.
- Physicochemical properties of ionic liquid mixtures containing choline chloride, chromium (III) chloride and water: effects of temperature and water content [Text]/ Protsenko V.S., Bobrova L.S., Danilov F.I. – Ionics [Архівовано 3 листопада 2021 у Wayback Machine.].– 2017.– 23(3), Р. 637-643.
- Fe/TiO2 composite coatings modified by ceria layer: Electrochemical synthesis using environmentally friendly methanesulfonate electrolytes and application as photocatalysts for organic dyes degradation [Text]/ Protsenko V.S., Vasil'eva E.A., Tsurkan A.V. [et al.]– Journal of Environmental Chemical Engineering [Архівовано 2 листопада 2021 у Wayback Machine.]. – 2017. – 5(1), P. 135-146.

## Монографії
- Electrolytic production of hydrogen using electrodeposited electrocatalysts: basic principles and some recent case studies [Text] / Protsenko V.S., Danilov F.I.// Advances in energy research. Monograph. Volume 34. – Ed. M.J. Acosta. – Nova Science Publishers[en], Inc., New York. – 2021. – Chapter 1. – P. 1-48.
- ' Current trends in electrodeposition of electrocatalytic coatings [Text] / Protsenko V.S., Danilov F.I.// Methods for Electrocatalysis / Eds. Inamuddin, Boddula R., Asiri A. – Springer, Cham. – 2020. – P. 263-299. (ISBN 978-3-030-27160-2 (print), ISBN 978-3-030-27161-9 (Monograph online)[18].
- Dimensional analysis and similarity theory in electrochemistry [Text] / Protsenko V.S. // Advances in chemistry research. Monograph. Volume 59. – Ed. J.C. Taylor. – Nova Science Publishers [Архівовано 2 листопада 2021 у Wayback Machine.], Inc., New York. – 2020. – Chapter 4. – P. 153-185. (ISBN 978-1-53617-113-6, ISSN 1940-0950).
- Electropolishing of metals and alloys using electrochemical systems based on environmentally safe deep eutectic solvents [Text] / Protsenko V.S., Kityk A., Danilov F., Pavlik V., Boča M.– Environmentally Friendly Technologies: Advances in Research and Future Directions. Monograph. – Ed. Seth B. Martin. – Nova Science Publishers, Inc., New York. – 2020. – Chapter 2. – P. 101-132.
- Electrodeposition of composite coatings as a method for immobilizing TiO2 photocatalyst [Text] /V.S. Protsenko, A.A. Kityk, E.A. Vasil’eva, A.V. Tsurkan, F.I. Danilov// Nanophotocatalysis and environmental applications. Environmental chemistry for a sustainable world. Eds. Inamuddin, G. Sharma, A. Kumar, E. Lichtfouse, A. Asiri. – Springer Nature Switzerland AG. – 2019. – Vol. 29. – P. 263-301.
- Electrodeposition of electrocatalytic and photocatalytic Fe/TiO2 composite coatings using methanesulfonate electrolytes [Text] / Protsenko V.S., Vasil'eva E.A., Tsurkan A.V., Danilov F.I. // Electrospinning and electroplating: Fundamentals, methods and applications. – Ed. Toby Jacobs. – Nova Science Publishers, Inc., New York. – 2017. – Chapter 6. – P. 177-226. (ISBN 978-1-53612-363-0, e-ISBN 978-1-53612-389-0).
- Physicochemical and electrochemical properties of deep eutectic solvents containing dissolved Ni(II) and Cr(III) salts: The effects of water content [Text] / Protsenko V.S., Kityk A.A., Bobrova L.S., Shaiderov D.A., Danilov F.I. – Ionic liquids: Electrochemistry, uses and challenges. – Ed. Bình Xuân. – Nova Science Publishers, Inc., New York. – 2017. – Chapter 1. – P. 1-34. (ISBN 978-1-53612-689-1, e-ISBN 978-1-53612-690-7).

## Нагороди
- 2019 р. – лауреат Державної премії України в галузі науки і техніки 2018 р. за співавторство у роботі «Хімічний дизайн наноструктурованих матеріалів»[19] (указ Президента України № 110/2019 від 08.04.2019 р.).
- 2016 р. – нагороджений нагрудним знаком МОН України «За наукові та освітні досягнення»[20] (наказ МОН України від 13.09.2016 р. № 434-к.).
- 2005 р. – нагороджений нагрудним знаком "Відмінник освіти України" (наказ МОН України від 16.05.2005 р. № 463-к).